# 藤澤雅敏
藤澤 雅敏（ふじさわ　まさとし、1946年7月7日 - ）は、日本の経営者。

## 経歴
長崎県出身。1971年、長崎県立国際経済大学経済学部を卒業後、吉富製薬に入社するが、同年ソニービデオシステムに移る。1972年、ソニー本体に転籍。ソニーでは内部監査系の要職を務め、1998年にSony Europe Gmbh 副社長（内部監査部門担当）となる。
2003年、再就職支援企業の日本ドレーク・ビーム・モリン（現・パーソルキャリアコンサルティング）の内部監査室長に移る。2004年、同社の執行役員・経営管理本部長となったのち、2005年にスカイパーフェクト・コミュニケーションズ（現・スカパーJSAT）の顧問、2007年に監査役となる。2009年、スカパーJSAT（2008年10月に改称）の監査役を退任。子会社のデータネットワークセンターの監査役となるが、2010年に退任。
2010年3月、アデランスの仮監査役となり、同年5月に正式な監査役となる。2013年5月、退任。